# Krameria paucifolia
Krameria paucifolia là một loài thực vật có hoa trong họ Krameriaceae. Loài này được (Rose) Rose miêu tả khoa học đầu tiên năm 1906.